# Руссвурм, Карл Фридрих
Карл Фридрих Вильгельм Руссвурм (нем. Karl Friedrich Wilhelm Rußwurm; 25 ноября 1812, Ратцебург — 17 февраля 1883, Ревель) — немецкий историк-этнограф, был инспектором ревельской соборной школы «Domschule» и гапсальской «Kreisschule», потом архивариусом эстляндского рыцарства.
Труды: «Eibofolke oder die Schweden an der Küste Eythlands und auf Runo» (1855; удостоен Демидовской премии) и «Geschichte Pernau’s» (1880).